# Geki
»Geki«, s pravim imenom Giacomo Russo, italijanski dirkač Formule 1, * 23. oktober 1937, Milano, Italija, † 18. junij 1967, Caserta, Italija.
Giacomo Russo, ki je dirkal pod psevdonimom »Geki«, je pokojni italijanski dirkač Formule 1. V sezoni 1964 je osvojil prvenstvo Italijanske Formule 3. V Formuli 1 je debitiral na domači dirki za Veliko nagrado Italije v sezoni 1964, kjer se mu z dirkalnikom Brabham ni uspelo kvalificirati na dirko. V Formuli 1 je nastopil še na domačih dirkah za Veliko nagrado Italije v sezoni 1965, kjer je z dirkalnikom Lotus odstopil v sedemintridesetem krogu zaradi okvare menjalnika, in 
Veliko nagrado Italije v sezoni 1966, kjer je z devetim mestom dosegel svojo najboljšo uvrstitev v karieri. Leta 1967 se je smrtno ponesrečil v grozljivi nesreči na dirki Italijanske Formule 3 v Caserti. Po trčenju v katerega so bili udeleženi Ernesto Brambilla, Clay Regazzoni, Jurg Dubler, Romano »Tiger« Perdomi in Corrado Manfredini, je Beat Fehr ustavil dirkalnik, da bi opozoril prihajajoče dirkače na nevarnost. Toda bil je prepozen in Geki ter še nekaj dirkačev je trčilo v stoječe dirkalnike, pri tem pa sta se smrtno ponesrečila Geki in Romano Perdomi.

## Popolni rezultati Formule 1
(legenda) (odebeljene dirke pomenijo najboljši štartni položaj, poševne pa najhitrejši krog, †-uvrščen kljub odstopu)
| Leto | Moštvo                 | Šasija       | Motor     | 1   | 2   | 3   | 4   | 5   | 6   | 7     | 8       | 9   | 10  | Prv | Toč |
| ---- | ---------------------- | ------------ | --------- | --- | --- | --- | --- | --- | --- | ----- | ------- | --- | --- | --- | --- |
| 1964 | Rob Walker Racing Team | Brabham BT11 | BRM V8    | MON | NIZ | BEL | FRA | VB  | NEM | AVT   | ITA DNQ | ZDA | MEH | NC  | 0   |
| 1965 | Team Lotus             | Lotus 25     | Climax V8 | JAR | MON | BEL | FRA | VB  | NIZ | NEM   | ITA Ret | ZDA | MEH | NC  | 0   |
| 1966 | Team Lotus             | Lotus 33     | Climax V8 | MON | BEL | FRA | VB  | NIZ | NEM | ITA 9 | ZDA     | MEH |     | NC  | 0   |